# برومو الإيثان
بروموإيثان (أو بروم الإيثان) هو مركب عضوي من مجموعة الهالوألكانات. هذا المركب (الذي يميل للتطاير) له شبه كبير برائحة الإيثرات.

## تحضيره
تحضير هذا المركب يمكن أن يعتبر مثال على تركيب مركبات بروميد الألكيل بشكل عام. عادة ما يحضر عن طريق إضافة HBr إلى الإيثين.
H2C=CH2 + HBr → H3C-CH2Br
ثمن بروميد الإيثيل ليس بالثمن المرتفع ومن النادر ما يتم تحضيره في المختبر.التركيب في المختبر يتضمن الإيثانول المتفاعل مع مزيج من حمضي الكبريتيك والهيدروبروميك.

## السلامة
مركبات الهالوكربونات عامة يعملون كعملاء خطرين يؤلكلون المركبات. و البروميدات عوامل مؤلكلة أفضل من الكلوريدات، وبالتالي يجب تقليل التعرض لبروميد الإيثيل.
بروميد اللإيثيل يصنف على أنه مادة مسرطنة و سامة تناسليا تبعا لولاية كاليفورنيا.